# 舟形石棺
舟形石棺（ふながたせっかん）とは、古墳時代の棺の一種である。

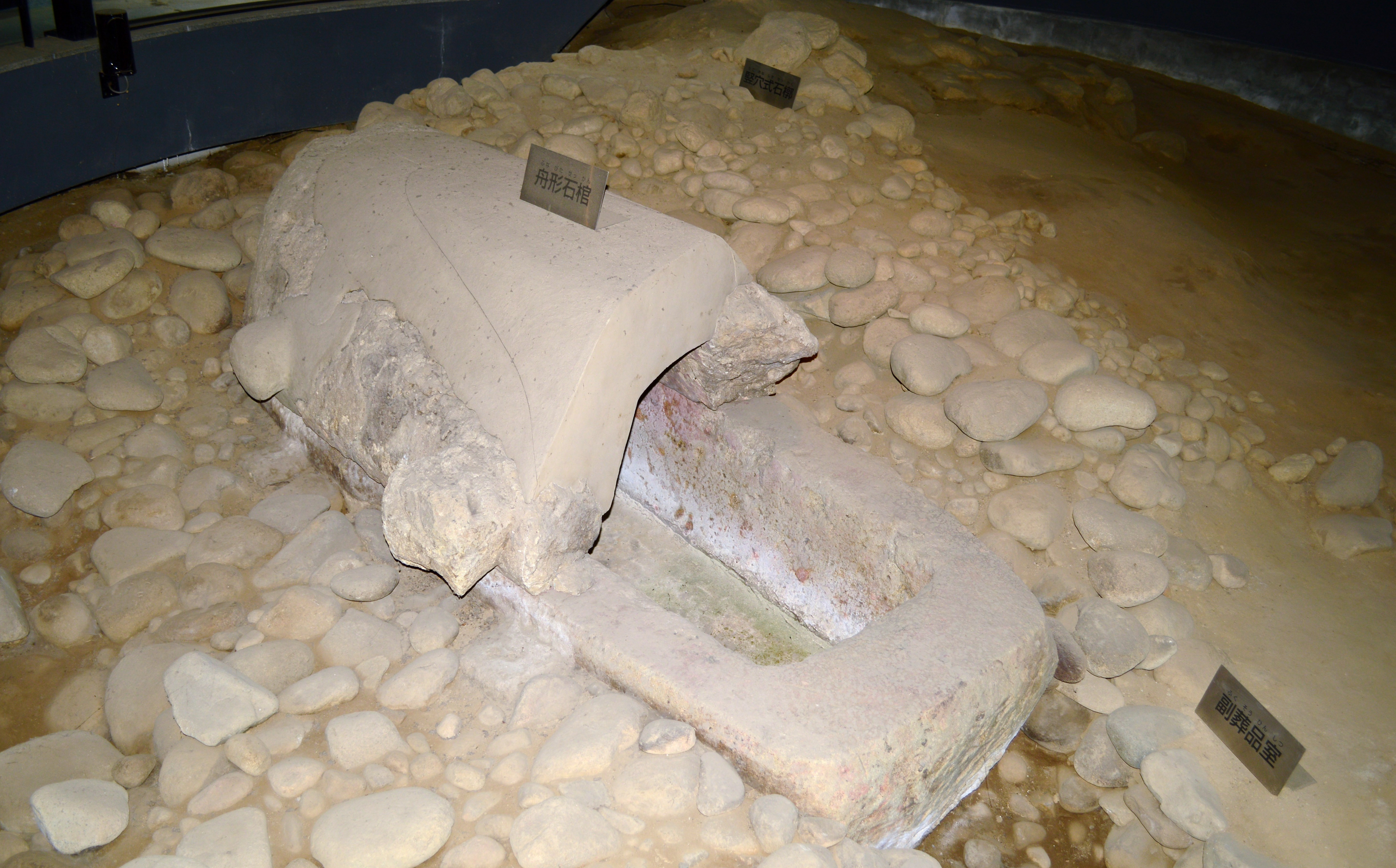
保渡田八幡塚古墳石棺

## 概要
刳抜式の石棺の一種であり、身と蓋を合わせた断面は扁円形をしており、同様の方法で作られた割竹形石棺より安定性があり、両端が斜めに切られている形状が船に似ていることからこの名称が付いている。
割竹形石棺の変容形と目されており、縄架け突起が付けられていたり、石枕が作り出されていたりする。
主に4世紀中葉 - 6世紀前葉に熊本・佐賀・宮崎・香川・島根・福井・群馬・茨城などの各地で在地の石材を用いて首長の棺として造られ、各地に普及した。

## 主な舟形石棺
- 青塚古墳（香川県観音寺市に所在する古墳時代中期の帆立貝形古墳）阿蘇の溶結凝灰岩をしよう。また、洞石材を使った市内堂本町に所在する丸山古墳（円墳）でも確認されている。
- 臼塚古墳（大分県臼杵市大字稲田にある前方後円墳）、大小2基の舟形石棺が発見され、全長2.85mと2.25mである。
- 保渡田古墳群（群馬県群馬郡群馬町〈現・高崎市〉保渡田・井出に所在する古墳群）には二子山古墳・八幡塚古墳・薬師塚古墳の三基の大型前方後円墳があり、それぞれに舟形石棺が使用されている。